# 焉耆府
焉耆府，清朝的府。
光绪二十四年（1898年）升喀喇沙尔厅置，治所在今新疆维吾尔自治区焉耆回族自治县。属新疆省。辖境相当今新疆维吾尔自治区巴音郭楞蒙古自治州地。1913年降为县。